# Чернин, Хубертус
Хубе́ртус Че́рнин (нем. Hubertus Czernin; 17 января 1956, Вена — 10 июня 2006, Вена) — австрийский журналист и издатель. Известен своими расследованиями краж произведений искусства в Австрии во время Второй мировой войны.

## Биография
Хубертус Чернин — младший из пяти сыновей Феликса Чернина, потомка чешского графского рода Чернинов, и его второй супруги Франциски, урождённой Майер-Гунтхоф. Чернин получил высшее образование в области истории, искусствоведения и политических наук и с 1979 года работал журналистом, поначалу внештатным сотрудником Wochenpresse, а с 1984 года — в новостном журнале Profil, где в частности участвовал в разработке темы военного прошлого кандидата на должность президента Австрии Курта Вальдхайма. В 1992 году занял должность главного редактора издания. В 1995 году Чернин оказался под угрозой увольнения за то, что не проинформировал представителя владельца о публикации материалов о злоупотреблениях кардинала Ханса Германа Гроэра. В 1996 году всё-таки был уволен с работы за фотомонтаж на обложке с головой федерального канцлера Австрии Франца Враницкого.
В 1998—1999 годах Чернин являлся управляющим издательства Fritz Molden. В 1999 году он учредил собственное издательство, в котором публиковал материалы на острые темы австрийской культуры, в том числе об украденных после аншлюса произведениях искусства и их реституции. В 2005 году Чернин поднял вопрос о том, почему спустя более полувека после свержения нацистского режима несколько картин Густава Климта остались в фонде галереи Бельведер, а не были переданы Марии Альтман и другим наследникам законных владельцев.
Хубертус Чернин был дважды женат, он отец трёх дочерей. Умер от хронического мастоцитоза.

## Публикации
- Der Haider-Macher. (1997)
- Das Buch Groer. (1998)
- Die Auslöschung. (1998)
- Die Fälschung. (1999)
- Jahr des Erwachens. (2000)
- Wofür ich mich meinetwegen entschuldige. (2000 Hrsg.)
- Der Westentaschen-Haider. (2000, Hrsg.)
- Was von Jörg Haider bleibt. (2003)
- Über Totschweigen und Schönreden. (2007, posthum)